# Míčov-Sušice

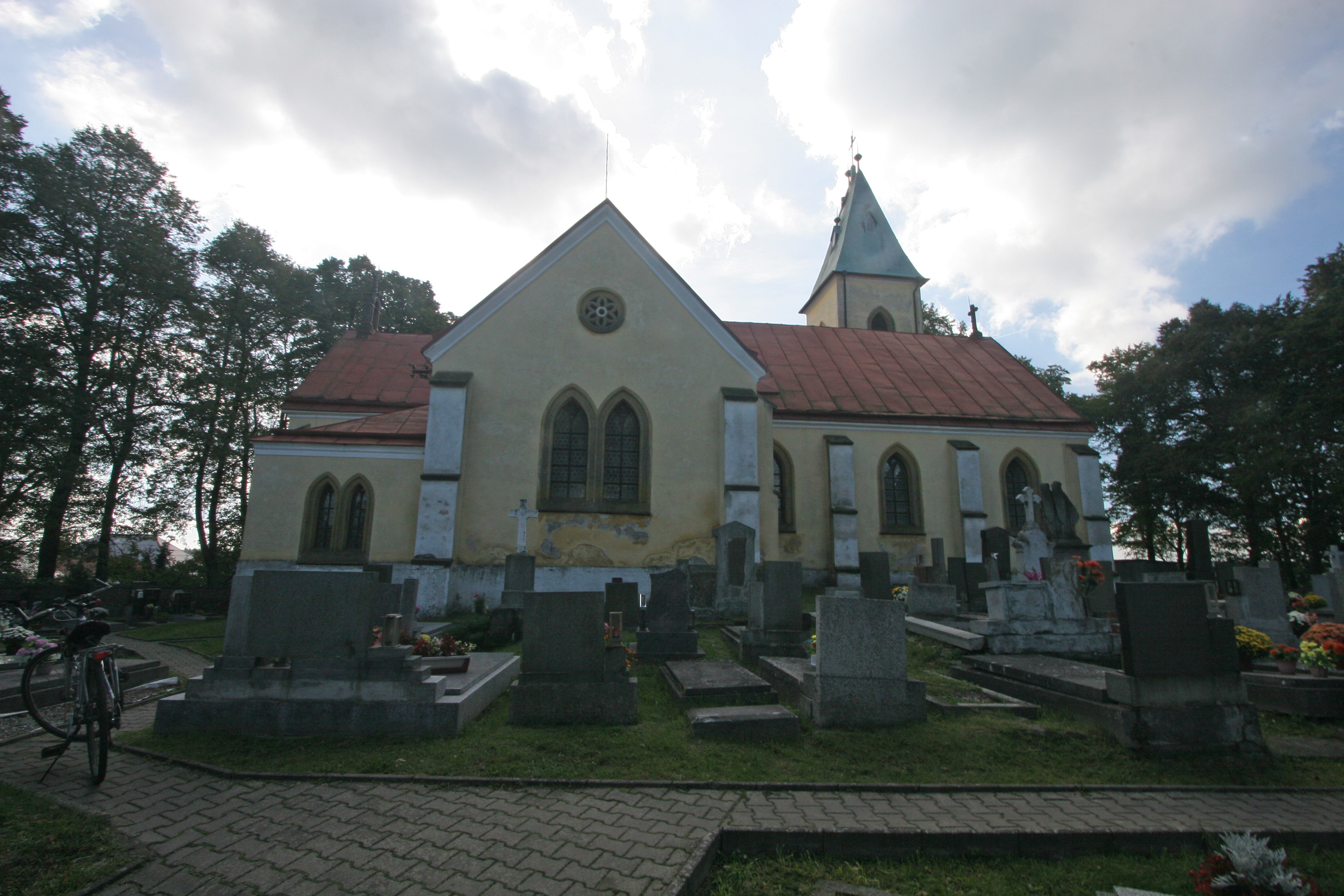
Kirche des hl. Matthäus in Míčov

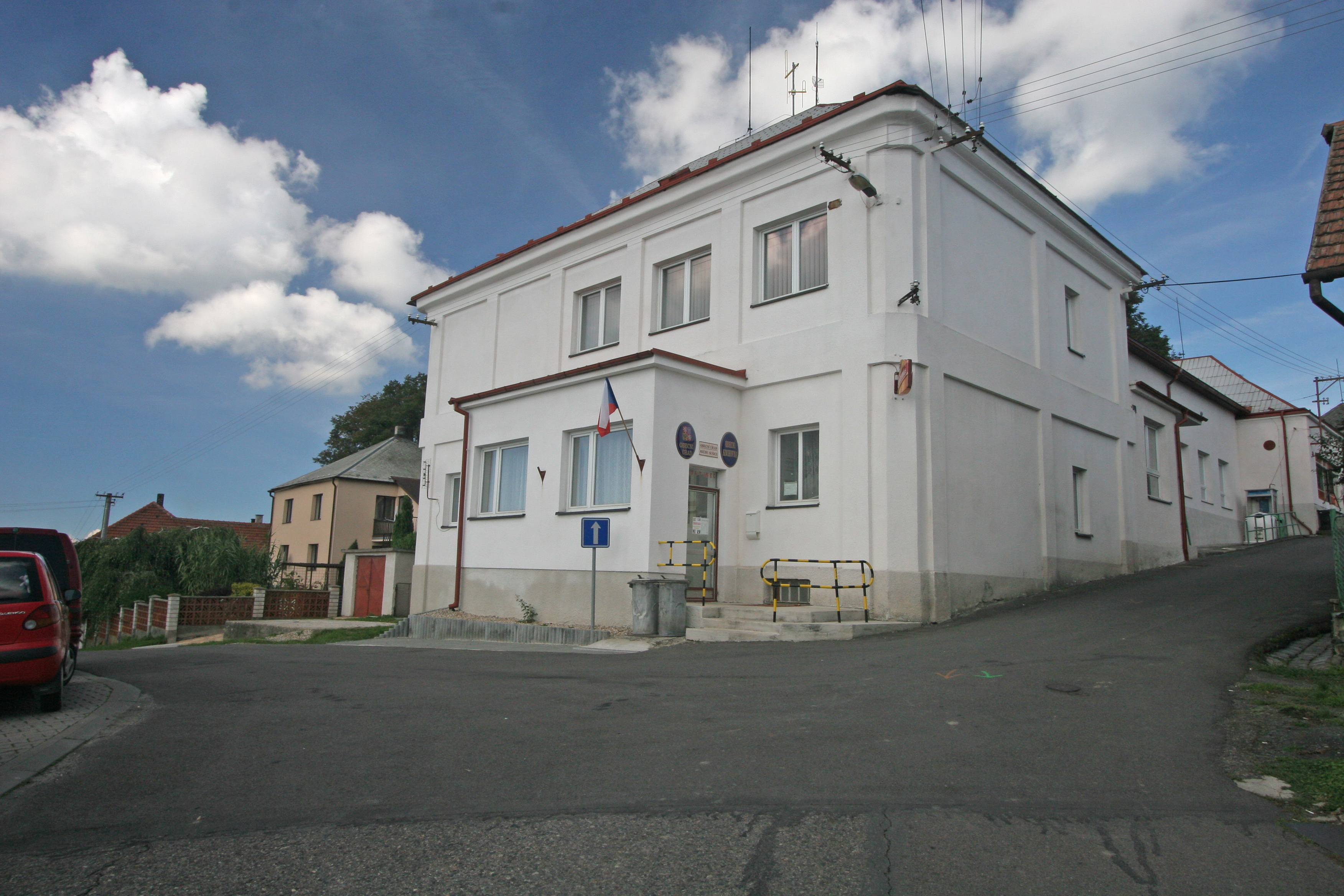
Gemeindeamt

Míčov-Sušice ist eine Gemeinde in Tschechien. Sie liegt vier Kilometer nördlich von Třemošnice und gehört zum Okres Chrudim. Der Verwaltungssitz ist Míčov.

## Geographie
Die Gemeinde besteht aus mehreren, von ausgedehnten Wäldern umschlossenen Gebirgsdörfern auf dem Kamm des Eisengebirges (Železné hory) um das Kirchdorf Míčov. Bedeutendste Erhebungen sind die Krkanka (567 m n.m) bei Rudov, der Na Kobylách (537 m n.m) bei Míčov und der Honzíkův vrch (508 m n.m.) bei Jetonice. In Sušice entspringt der Bach Jeníkovický potok, bei Pazderna der Lovětínský potok, bei Zbyslavec die Kurvice und der Starkočský potok, und bei Jetonice die Struha und der Slavkovický potok. Bei Rudov befinden sich die Burg Lichnice und der Teich Lovětínský rybník.
Angrenzende Gemeinden sind Vyžice im Norden, Kostelec u Heřmanova Městce im Nordosten, Prachovice im Südosten, Třemošnice im Süden, Žlebské Chvalovice im Südwesten sowie Lipovec und Hošťalovice im Nordwesten.

## Geschichte
Die älteste urkundliche Erwähnung auf dem Gemeindegebiet stammt aus dem Jahre 1202 und betrifft Sušice; der Ort war an einer über das Eisengebirge führenden Handelsstraße, die die Libitzer und Strenitzer Landessteige verband, angelegt worden.
Zbyslavec ist seit 1316 nachweislich. Die erste Erwähnung von Míčov erfolgte 1349 als Pfarrdorf. Im 15. Jahrhundert gehörten alle fünf Dörfer zu den Gütern der Lichtenburg.
Über Jahrhunderte durchschnitt eine historische Kreisgrenze das Gebiet; Sušice lag im Chrudimer Kreis, die übrigen Dörfer im Caslaver Kreis. In der zweiten Hälfte des 16. Jahrhunderts erfolgte auch eine Teilung der Lichtenburger Güter entlang der Kreisgrenze. Sušice wurde 1577 dem Gut Stolany zugeordnet und wurde 1608 der Herrschaft Heřmanmiestetz untertänig. Jetonice, Míčov, Rudov und Zbyslavec wurden dem Gut Ronow zugeordnet. Míčov war Pfarrort für Jetonice, Rudov, Podhradí (Podhrad), Skoranov (Skoranow), Starý Dvůr (Althof), Sušice und Zbyslavec.
Nach der Aufhebung der Patrimonialherrschaften bildete Míčov ab 1849 mit den Ortsteilen Jetonice, Rudov und Zbyslavec eine Gemeinde im Gerichtsbezirk Časlau; ab 1868 gehörte sie zum Bezirk Časlau. Sušice war dagegen zunächst ein Ortsteil der Gemeinde Vyžice im Gerichtsbezirk Chrudim bzw. Bezirk Chrudim. 1908 entstand die Gemeinde Sušice mit dem Ortsteil Slavkovice.
Im Zuge der Gemeindegebietsreform von 1960, bei der auch der Okres Čáslav aufgehoben wurde, entstand aus beiden Gemeinden die dem Okres Chrudim zugeordnete neue Gemeinde Míčov-Sušice, wobei Slavkovice zur Gemeinde Vyžice ausgegliedert wurden.

## Gemeindegliederung
Die Gemeinde Míčov-Sušice besteht aus den Ortsteilen Jetonice (Jetonitz), Míčov (Mitschow), Rudov (Rudow), Sušice (Suschitz) und Zbyslavec (Sbislawitz), die zugleich auch Katastralbezirke bilden. Zu Míčov-Sušice gehört zudem der Wohnplatz Pazderna.

## Sehenswürdigkeiten
- Kirche des hl. Matthäus in Míčov, der ursprünglich gotische Bau aus dem 14. Jahrhundert erhielt seine heutige Gestalt beim Umbau von 1880–1884
- Barockes Pfarrhaus in Míčov, errichtet im 18. Jahrhundert
- Gemauerter Glockenturm in Zbyslavec, errichtet 1702, er wurde 1927 instand gesetzt und neu geweiht
- Statue des hl. Johannes von Nepomuk in Zbyslavec, geschaffen 1661
- Burg Lichnice
- Erholungsgebiet Lovětínský rybník
- Burgstall Stoupec, nordwestlich von Jetonice